# المدرسة العليا الخاصة للمهندسين بسوسة
المدرسة العليا الخاصة للمهندسين بسوسة (بالفرنسية: École privée d'ingénieurs)‏ هي جامعة وكلية هندسة خاصة، تأسست في 2011 من قبل محمد ساسي الرضواني.

يقع مقرها في سوسة في تونس.

## مقالات ذات صلة
- قائمة الجامعات في تونس

## روابط خارجية
- الموقع الرسمي.